# Balás Lajos (püspök)
Balás Lajos, néhol Balázs Lajos formában is (Becske, 1855. augusztus 20. – Rozsnyó, 1920. szeptember 18.) a latin rítusú katolikus egyház rozsnyói püspöke, előtte váci kanonokja.

## Pályafutása
Középiskolai tanulmányait Vácott, a teológiát Kassán és Vácott végezte. 1879. július 7-én szentelték pappá Vácott.
Szentelése után Lőrincin, 1880-tól Hatvanban, 1881-től Csongrádon szolgált káplánként, majd 1882-től Vácott karkánplánként és a Katolikus Legényegylet alelnökeként. 1885-ben püspöki szertartóvá és iktatóvá, 1887-ben szentszéki jegyzővé, 1888-ban levéltárossá nevezték ki. 1895 októberétől váci székesegyházi kanonok és püspöki irodaigazgató, majd 1898-tól gurlai címzetes apát, 1900-tól pápai prelátus. 1904–1905-ben a szeminárium rektora volt.

### Püspöki pályafutása
1905. október 17-én X. Piusz pápa rozsnyói püspökké nevezte ki. Ő is szentelte püspökké december 21-én a vatikáni Sixtus-kápolnában, Prohászka Ottokárral és Zichy Gyulával együtt. A pápa püspöki pektorálét (nyakban hordható keresztet) adott neki személyes ajandékként. Hivatalát 1906. január 16-án foglalta el.
Püspökként rendezte az egyházmegye pénzügyeit. 1907-ben megkezdte a katolikus egység házának, és a beteg papok házának építését. 1912-ben egész egyházmegyéjére kiterjedő szentségimádást rendelt el. Püspökké szentelésének 10. évfordulóján alapítványt hozott létre a háború által sújtott családok megsegítéséért. Csehszlovákia megalakulása után helyén maradt, de 1919 nyártól rendszeresen házkutatásokkal zaklatták a kommunistákkal való összejátszás vádjával; „ágyából kirángatva, félig felöltözve gyalog vezették Rozsnyóról Betlérre.” Néhány hétig Iglón tartották fogságban; ezt követően vesebajban hunyt el.